# Nicolae Băteanu
Nicolae Băteanu (n. 20 august 1939, Brăila - 1998), de profesie inginer, căsătorit fără copii, a fost un deputat român în legislatura 1990-1992, ales în județul Brăila pe listele partidului FSN. În legislatura 1992-1996, Nicolae Băteanu a fost deputat ales pe listele PDSR. În legislatura 1990-1992, Nicolae Băteanu a fost membru în grupurile parlamentare de prietenie cu Republica Populară Chineză, Republica Polonă, Canada, Republica Venezuela, Republica Italiană, Statul Israel, URSS, Republica Islamică Iran, Regatul Belgiei, Republica Elenă și Republica Chile. Nicolae Băteanu a fost membru în comisia pentru industrie și servicii și în comisia pentru cercetarea abuzurilor și pentru petiții. În legislatura 1992-1996, Nicolae Băteanu a fost membru în comisia pentru cercetarea abuzurilor și pentru petiții. 